# Саленик, Константин Павлович
Константин Павлович Саленик (бел. Канстанцін Паўлавіч Саленік; 1931 год, деревня Добринёво, Польша) — шлифовальщик Минского завода автоматических линий Министерства станкостроительной и инструментальной промышленности СССР, Белорусская ССР. Герой Социалистического Труда (1971). Депутат Верховного Совета Белорусской ССР.

## Биография
Родился в 1931 году в крестьянской семье в деревне Добринёво (сегодня — Ивацевичский район Брестской области). Подростком трудился разнорабочим в местном колхозе. После службы в Советской армии с 1954 года проживал в Минске, где в 1958 году устроился учеником шлифовальщика на Минский завод автоматических линий (с 1961 года — Минский строительный завод имени Октябрьской революции, с 1976 года — Минский станкостроительный завод им. Октябрьской революции МЗОР).
Досрочно выполнил производственные задания восьмой пятилетки (1966—1970) и свои личные социалистические обязательства. Указом Президиума Верховного Совета СССР (неопубликованным) «О присвоении звание Героя Социалистического Труда рабочим и инженерно-техническим работникам предприятий Министерства станкостроительной и инструментальной промышленности СССР» от 5 апреля 1971 года за выдающиеся трудовые успехи, достигнутые в выполнении заданий пятилетнего плана, выпуск продукции высокого качества и активное участие в создании новой техники удостоен звания Героя Социалистического Труда с вручением ордена Ленина и золотой медали «Серп и Молот».
Избирался депутатом Верховного Совета Белорусской ССР и делегатом XIX Всесоюзной конференции КПСС.
В начале девятой пятилетки (1971—1975) был инициатором заводского социалистического соревнования «Пятилетку — за четыре года на каждом рабочем месте».
Выйдя на пенсию, продолжал трудиться шлифовальщиком.
Сочинения
- Саленик, Константин Павлович, Опережая время [Текст] : [Рассказ шлифовщика Мин. з-да автомат. линий] / К. П. Саленик; [Лит. запись М. А. Либинтова]. — Минск : Беларусь, 1975. — 32 с.; 20 см.